# Rp-процесс
rp-Проце́сс (от англ. rapid — быстрый и англ. proton — протон) — процесс быстрого захвата протонов атомными ядрами в астрофизических условиях, один из процессов звёздного нуклеосинтеза, ответственных за рождение многих элементов тяжелее железа, встречающихся во Вселенной. Является «зеркальным» аналогом r-процесса, происходящего при быстром захвате нейтронов. В отличие от s- и r-процессов, rp-процесс проходит на протонно-избыточных (нейтрон-дефицитных) ядрах. Условием осуществления rp-процесса является наличие настолько плотного и высокоэнергичного потока протонов, что среднее время между двумя последовательными захватами протона данным ядром меньше, чем среднее время жизни ядра по отношению к электронному захвату, позитронному распаду (это распады, наиболее характерные для протонно-избыточных ядер) и другим радиоактивным распадам. Отличие от «медленного» p-процесса, происходящего при меньших плотностях потоков протонов, состоит в том, что ядро после захвата протона не успевает распасться путём последовательных электронных захватов и позитронных распадов в бета-стабильное ядро; путь rp-процесса идёт по области β+-радиоактивных ядер, не спускаясь к бета-стабильным ядрам. Верхний предел rp-процесса (наиболее тяжёлые ядра, которые могут быть получены в ходе реакции) пока точно не установлен